# Miguel Ángel de Frutos Gómez
Miguel Ángel de Frutos Gómez (Fuentepelayo, Segovia, 12 de septiembre de 1948) es un antiguo diplomático español. Fue embajador de España en Suiza.
Licenciado en Derecho, ingresó en 1976 en la carrera diplomática. Estuvo destinado en las representaciones diplomáticas españolas en Egipto, Delegación Permanente de España en la OCDE, Turquía y Portugal.Fue subdirector general de Promoción Cultural del Instituto de Cooperación Iberoamericana de la Agencia Española de Cooperación Internacional y subdirector General de Promoción Cultural del Instituto de Cooperación Internacional. En 1998 fue nombrado subdirector general de Asuntos Jurídicos y, posteriormente, subdirector general de Asuntos de Extranjería. De mayo de 2004 a 2010 ocupó el puesto de director general de Asuntos y Asistencia Consulares. El 9 de octubre de 2010 fue nombrado embajador de España en Suiza.